# Aluma
Aluma (hebrejsky אֲלֻמָּה, doslova „Snop“, v oficiálním přepisu do angličtiny Alumma) je vesnice typu společná osada (jišuv kehilati) v Izraeli, v Jižním distriktu, v Oblastní radě Šafir.

## Geografie
Leží v nadmořské výšce 84 metrů v pobřežní nížině, v regionu Šefela, nedaleko od vodního toku Lachiš. Východně od vesnice probíhá vádí Nachal Komem.
Obec se nachází 15 kilometrů od břehu Středozemního moře, cca 47 kilometrů jižně od centra Tel Avivu, cca 49 kilometrů jihozápadně od historického jádra Jeruzalému a 8 kilometrů jižně od města Kirjat Mal'achi. Alumu obývají Židé, přičemž osídlení v tomto regionu je etnicky převážně židovské.
Aluma je na dopravní síť napojena pomocí lokální silnice číslo 3533, která východně od vesnice ústí do dálnice číslo 40.

## Dějiny
Aluma byla založena v roce 1965. Zakladatelem osady byli ultraortodoxní Židé napojení na organizaci Agudat Jisra'el. Původně se osada nazývala Chazon Jechezkel (חזון יחזקאל), později získala své současné jméno, které odkazuje na zemědělský charakter okolní krajiny. Větší část obyvatel dojíždí za prací mimo obec nebo pracuje ve školství. Ve vesnici funguje ješiva a další instituce náboženského vzdělávání. Plánuje se stavební expanze (160 nových bytových jednotek).

## Demografie
Podle údajů z roku 2014 tvořili naprostou většinu obyvatel v Alumě Židé (včetně statistické kategorie "ostatní", která zahrnuje nearabské obyvatele židovského původu ale bez formální příslušnosti k židovskému náboženství).
Jde o menší obec vesnického typu s dlouhodobě stagnující populací. K 31. prosinci 2014 zde žilo 503 lidí. Během roku 2014 populace stoupla o 2,7 %.
| Rok            | 1972 | 1983 | 1995 | 2001 | 2003 | 2004 | 2005 | 2006 | 2007 | 2008 | 2009 | 2010 | 2011 | 2012 | 2013 | 2014 |
| -------------- | ---- | ---- | ---- | ---- | ---- | ---- | ---- | ---- | ---- | ---- | ---- | ---- | ---- | ---- | ---- | ---- |
| Počet obyvatel | 63   | 431  | 477  | 537  | 527  | 531  | 538  | 537  | 547  | 535  | 535  | 517  | 548  | 479  | 490  | 503  |